# Fissure tympano-squameuse
La fissure tympano-squameuse (ou scissure tympano-squameuse ou scissure de Glaser) est une fissure entre la partie antérieure de la partie horizontale de l'écaille de l'os temporal et le prolongement antéro-médial de la partie tubaire de la partie tympanique ou apophyse tubaire de l’os tympanal. En avant et en interne elle se dédouble en fissure pétro-squameuse et en fissure pétro-tympanique.